# Hiérarchie
Une hiérarchie est un arrangement d'objets dans lequel deux de ceux-ci sont considérés comme égaux entre eux ou inférieur l'un à l'autre, cette relation reposant sur l'évaluation, pour les deux objets, d'une même propriété, définie. Ces objets peuvent être des humains ou non. Le concept de hiérarchie s'applique à plusieurs domaines, physiques ou moraux.
L'étymon du mot français hiérarchie est le grec ancien : ἱεραρχία,
lui-même de hieros (« sacré ») et arkhê (« pouvoir », ou « commandement ») 
.

## Histoire et définition
Définition économique : fait qu'un individu A puisse obtenir d'un individu B qu'il serve les intérêts de son supérieur plutôt que ses intérêts propres.
Étymologiquement parlant, la notion de hiérarchie est basée sur le caractère plus ou moins sacré attribué à une personne, un concept ou une chose[réf. nécessaire]. C'est, au départ, un critère qui permet d'établir un ordre de supériorité ou de priorités. Ceci explique son usage fréquent dans les classifications mythologiques et théologiques, et permet de voir la cohérence existante avec le sens pris par ses acceptions actuelles[réf. nécessaire].
On parle par exemple de la hiérarchie des organisations, de hiérarchie des systèmes, de hiérarchie des valeurs, etc.

## Politique
Les différents systèmes politiques, les différentes formes de gouvernement s'appuient sur un type de hiérarchie qui organise les pouvoirs et donc les organisations. Exemples : aristocratie, démocratie, république.
Les différents types d'organisations sont eux aussi supportés par des choix de hiérarchie : pyramidale, matricielle, polyarchie, anarchie, etc.

## Management
Selon le cabinet de conseil Theos consulting, il y a des risques liés à l'excès de strates hiérarchiques dans les organisations : plus il y a de niveaux de gestion, de chefs d’équipe, de chefs de service, etc., dans l'entreprise, plus il est difficile pour l’information de naviguer au travers de l’organisation, et plus les gestionnaires sont susceptibles de devenir territoriaux. L'excès de strates hiérarchiques est néfaste au Lean. Ce point de vue est partagé par Philippe Juvin qui, lors de la crise du Covid-19 dénonce « l’empilement des strates administratives », qui nuirait à la lutte contre le virus,.

## Média
Par exemple, des faits médiatiques choisis parmi des milliers d'autres établissent une hiérarchie, la une des journaux, alors que d'autres événements peuvent être relativement moins importants, mais la hiérarchie médiatique choisit ce qui est à montrer ou pas.

## Anthropologie
En anthropologie, et notamment en anthropologie politique, la hiérarchie est l'échelle des différences de pouvoir, statut, richesse, etc.
- entre les individus à l'intérieur d'une entité sociale (par exemple hiérarchie interne d'une entreprise : voire organisation)
- ou entre tel et tel segment de population de la société, notion historiquement issue du concept de classe sociale (et résultant d'une définition scientifique différente).

## Classification
Du général au particulier, une hiérarchie de classes prend en compte aussi bien l'organisation d'une classe en sous-classes (personne subdivisée en étudiant, salarié, indépendant, retraité) que la possibilité de classes hybrides (comme étudiant salarié).

## Mathématiques
Une hiérarchie H sur un ensemble E est une famille de parties
de E :
```
   comprenant E
   comprenant l'ensemble vide(pour simplifier quelques énoncés)
   et telle que :
    si A et B appartiennent à H et ont une intersection non vide alors
    soit A est inclus dans B.
    soit B est inclus dans A.
```

En théorie des graphes, une hiérarchie est un graphe orienté acyclique.

## Informatique
En informatique, le concept de hiérarchie est très utilisé dans les schémas d'organisation de structures de données, même si aujourd'hui les bases de données hiérarchiques sont souvent remplacées par d'autres types de bases de données : bases de données réseau, relationnelles, orientées objet…
Les bases de données XML ont conservé une structure hiérarchique.